# (8054) Brentano
(8054) Brentano (4581 P-L) – planetoida z grupy pasa głównego asteroid okrążająca Słońce w ciągu 3,35 lat w średniej odległości 2,24 au. Odkryta 24 września 1960 roku.